# James Thomson (1700–1748)
James Thomson (ur. 11 września 1700 w Ednam (Roxburghshire), zm. 27 sierpnia 1748) – angielski poeta, dramaturg i librecista pochodzenia szkockiego; autor słów m.in. do maski Thomasa Arne’a Alfred z pieśnią Rule, Britannia!.
Jego główne dzieło to poemat opisowy Pory roku (The Seasons, 1726–1730). Fragmenty tego poematu zostały przełożone na polski przez Alojzego Felińskiego, Konstantego Tymienieckiego i Józefa Korzeniowskiego. Ten niezwykle popularny, pozbawiony mistycyzmu poemat w swoim czasie silnie oddziaływał na preromantyzm i romantyzm w całej Europie. Inne dzieła Thomsona to poematy patriotyczne Britannia (Brytania, 1729) i Liberty (Wolność, 1735–1736), słynna oda Rule, Britannia! (Rządź, Brytanio!, 1740, do muzyki Thomasa Arne’a) oraz epos alegoryczny Castle of Indolence (Zamek gnuśności, 1748), naśladujący styl i dziewięciowersową strofę ababbcbcc Edmunda Spensera. Wydanie zbiorowe pism Thomsona ukazało się w roku 1897.